# Малькосінадо
Малькосінадо (ісп. Malcocinado) — муніципалітет в Іспанії, у складі автономної спільноти Естремадура, у провінції Бадахос. Населення — 449 осіб (2010).
Муніципалітет розташований на відстані близько 310 км на південний захід від Мадрида, 140 км на південний схід від Бадахоса.

## Демографія
Динаміка населення (INE ):